# Сухов Сергій Олексійович
Сергій Олексійович Сухов (12 січня 1946, село Бабино Первомайського району, тепер Нижньогородської області, Російська Федерація) — радянський діяч, голова колгоспу «Красный Маяк» Городецького району Горьковської області. Член ЦК КПРС у 1990—1991 роках.

## Життєпис
У 1965 році працював механіком колгоспу «Смольковський» Городецького району Горьковської області.
З 1965 по 1968 рік служив у Радянській армії.
У 1968—1970 роках — механік колгоспу «Смольковський» Городецького району Горьковської області.
У 1970—1977 роках — бригадир, головний інженер радгоспу «Смольковський» Городецького району Горьковської області.
Член КПРС з 1973 року.
У 1976 році закінчив Горьковський сільськогосподарський інститут.
У 1977—1983 роках — голова правління колгоспу імені Калініна Городецького району Горьковської області.
У 1983—1986 роках — перший заступник голови виконавчого комітету Городецької міської ради народних депутатів Горьковської області — начальник Городецького міськсільгоспуправління.
У 1986—1989 роках — голова Городецького районного агропромислового об'єднання Горьковської області.
З 1989 року — голова правління колгоспу «Красный Маяк» Городецького району Горьковської (Нижньогородської) області.
Подальша доля невідома.